# 桂信子
桂 信子（かつら のぶこ、1914年11月1日 - 2004年12月16日）は、日本の俳人。日野草城に師事。「旗艦」「青玄」などを経て「草苑」を創刊・主宰。本名は丹羽信子（にわのぶこ）。
大阪市出身。1980年代以降は箕面市の自宅で過ごした。

## 経歴
大阪府大阪市東区八軒家に生まれる。大阪府立大手前高等女学校卒業。1934年、日野草城の「ミヤコ・ホテル」連作に感銘を受け、翌年より句作を開始。どこにも投句しなかったが、1938年、草城主宰の「旗艦」を知り投句。1939年、桂七十七郎と結婚。1941年、「旗艦」同人。同年、夫が喘息の発作のため急逝、以後会社員として自活する。
1946年「太陽系」創刊に参加、草城主宰の「アカシヤ」同人。また同人誌「まるめろ」を創刊。1948年、「太陽系」終刊、後継の「火山系」に引き続き同人として参加。1949年、草城主宰の「青玄」創刊に参加。1954年、細見綾子、加藤知世子らと「女性俳句会」を創立、「女性俳句」編集同人。1956年、草城逝去、「青玄」の「光雲集」選者となる。1970年、定年退職し「草苑」を創刊、主宰。また「青玄」同人を辞す。
1977年、第1回現代俳句協会賞受賞、『新緑』で現代俳句女流賞受賞。1992年、第8句集『樹影』で第26回蛇笏賞受賞。同年第11回現代俳句協会大賞を受賞。2004年、第10句集『草影』で毎日芸術賞。同年12月16日に逝去（享年90）。現代俳句協会副会長を永く努めた。没後、「草苑」終刊。宇多喜代子を中心に、「草樹」が創刊された。
2010年、財団法人柿衞文庫によって桂信子賞が創設された。俳句に功績のあった女性俳人に授与される。

## 作品
代表句に
- ひとづまにゑんどうやはらかく煮えぬ（『月光抄』）
- ゆるやかに着てひとと逢ふ蛍の夜（『月光抄』）
- ふところに乳房ある憂さ梅雨ながき（『女身』）
- 窓の雪女体にて湯をあふれしむ（『女身』
- ごはん粒よく噛んでゐて桜咲く（『草樹』）
- たてよこに富士伸びてゐる夏野かな（『樹影』）

などがある。新興俳句の流れに属しながらも、平明で情感のある句を作った。第一句集『月光抄』は結婚から新婚生活、空襲による自宅焼失、夫の急逝まで激動の生活の中での哀歓を主題としつつ、やわらかさへの志向を主調としている。その次の『女身』までは、草城に学んだ句風で自身の肉体にこだわったエロチシズム漂う作品を多く含むが、戦後、山口誓子の『激浪』に傾倒して以降は、情熱を抑えて即物的・硬質な句を詠むことも学んだ。『女身』を出すころには社会性俳句全盛となり、桂のような私性の強い主情的な句風は逆境に置かれたが、時代におもねらず独自の道を進み、第4句集『新緑』以降の句集では自然をさりげなく視野においた句を多く収めるなど、平明自在な作風を深めていった。

## 著書

### 単著
句集
- 第一句集『月光抄』 星雲社〈まるめろ叢書〉、1949年（のち東京四季出版）
- 第二句集『女身』 琅扞堂、1955年（のち邑書林句集文庫）
- 第三句集『晩春』 麻布書房〈青玄叢書〉、1967年
- 第四句集『新緑』 牧羊社、1974年
- 『草花集』 ぬ書房、1976年
- 第五句集『初夏』 牧羊社〈現代俳句女流シリーズ〉、1977年
- 第六句集『緑夜』 現代俳句協会〈現代俳句の100冊〉、1981年
- 第七句集『草樹』 角川書店〈現代俳句叢書〉、1986年
- 第八句集『樹影』 立風書房、1991年
- 第九句集『花影』 立風書房、1996年
- 『草よ風よ』 ふらんす堂、2000年
- 第十句集『草影』 ふらんす堂、2003年
- 『桂信子全句集』宇多喜代子編、ふらんす堂、2007年　ISBN 978-4894029620

選集
- 『桂信子句集』 立風書房、1983年
- 『彩』 ふらんす堂〈ふらんす堂文庫〉、1990年
- 『桂信子集-草色』 三一書房、1990年
- 『花神コレクション〔俳句〕 桂信子』 花神社、1992年
- 『桂信子-自選三百句』 春陽堂書店、1992年

随筆、その他
- 『信子十二ヵ月』 立風書房、1987年
- 『京都・奈良-俳句の旅』 ぎょうせい、1987年
- 『信子のなにわよもやま-対話講座・なにわ塾叢書』 ブレーンセンター、2002年
- 『桂信子文集』 宇多喜代子編、ふらんす堂、2014年

### 編著・共著
- 『日野草城の世界』梅里書房〈昭和俳句文学アルバム〉、1990年
- 山口誓子『激浪 付・桂信子「激浪」ノート』邑書林〈邑書林句集文庫〉、1998年